# Spermophagus sericeus
Spermophagus sericeus là một loài bọ cánh cứng trong họ Bruchidae. Loài này được Geoffrey miêu tả khoa học năm 1785.